# Тампере, Херберт Тохверович
Херберт Тохверович Тампере (эст. Herbert Tampere; 1909—1975) — советский эстонский фольклорист и музыковед. Лауреат Государственной премии Эстонской ССР (1959), кандидат филологических наук (1962), Заслуженный артист Эстонской ССР (1969).

## Биография
Херберт Тампере родился 19 января (1 февраля) 1909 года в селе Ранну Тартуского уезда Лифляндской губернии. В 1927—1933 годах учился в Тартуском университете на факультете фольклористики, этнографии, археологии и эстонского языка. С 1928 по 1945 год — ассистент в архиве эстонской народной поэзии (Eesti Rahvaluule Arhiiv). В 1935 году опубликовал свой первый сборник эстонских народных песен. Был ответственным за выпуск III и IV томов сборника эстонских народных песен «Vana Kannel». В 1946—1951 и 1967—1975 годах преподавал в Таллинской консерватории, читал курс музыкального фольклора (с 1947 года доцент, с 1974 года профессор). В 1952—1966 годах преподавал фольклористику в Тартуском университете. Параллельно с преподавательской деятельностью работал в Литературном музее АН ЭССР с 1952 года научным сотрудником, и с 1966 года старшим научным сотрудником. Заведовал отделом музыкального фольклора.
Написал свыше 100 научных работ, большая часть которых посвящена эстонскому музыкальному фольклору. Многие из его статей в русском переводе опубликованы в книге «Эстонская народная песня» (Л., 1983). Тампере выступал с докладами на научных конференциях. Состоял в обществах «Калеваласеура» (1960) и «Суомалаис-угрилайсен Сеура» (1963).
Скончался 19 января 1975 года в посёлке Ранну Тартуского района. Похоронен на кладбище Раади в Тарту.

## Сочинения
- Eesti rahvaviiside antoloogia, Tartu, 1935;
- Vana Kannel. Kuusalu vanad rahvalaulud, Tallinn, 1938;
- Vana Kannel. Karksi vanad rahvalaulud, Tartu, 1941;
- Eesti rahvalaule viisidega, t. 1-5, Tallinn, 1956-65;
- Die Erforschung der Volksmusik in der Estnischen SSR, «Deutsches Jahrbuch für Volkskunde», 1967, Bd 13, H. 2.